# Slugterra
Slugterra este un serial animat pe computer canadian creat de Asaph Fipke. Serialul a fost produs de studioul de animație canadian Nerd Corps Entertainment, o subsidiară a DHX Media (în prezent „WildBrain”). A avut premiera pe Disney XD Canada pe 3 septembrie 2012 și a început să fie difuzat în Statele Unite luna următoare. Serialul a fost difuzat anterior pe Netflix din 2016 până în 2018 și  în prezent este disponibil pe alte platforme, cum ar fi The Roku Channel.
Pe parcursul celor patru ani de difuzare, Slugterra a constat în patru sezoane; șase filme de lung metraj; și a avut o durată totală de rulare de 1.386 de minute, cu 63 de episoade de 20 de minute. În plus, serialul a constat și în 81 de minute de Slugisodes. Au fost lansate mai multe produse legate de serie, inclusiv figurine de acțiune și jocuri video precum jocul pentru mobil, dar și jocuri pentru PlayStation și Xbox.
Serialul a fost difuzat în România de pe 26 ianuarie 2014 pe canalul Megamax. Dar, era difuzat și pe Acasă TV (în trecut Pro 2) din 2021, transmis sâmbăta la 00:30. Pe Pro TV Internațional serialul a fost difuzat în reluare, duminica la ora 00:30.